# 다카기 슌 (축구 선수)
다카기 슌(일본어: 高木 駿, 1989년 5월 22일 ~ )는 일본의 축구 선수이다. 현재 J2리그의 홋카이도 콘사돌레 삿포로에서 뛰고 있다.

## 구단 경력
그는 2012년부터 J리그의 가와사키 프론탈레, 제프 유나이티드 지바, 오이타 트리니타, 홋카이도 콘사돌레 삿포로에서 뛰었다.